# Antifascismo

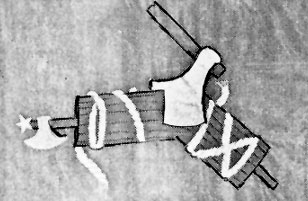
Simbolo degli Arditi del Popolo

L'antifascismo (antinazismo per designare l'opposizione al nazismo e antifranchismo e antifalangismo usati per l'opposizione al franchismo ed il falangismo) è un movimento eterogeneo che, dal termine della prima guerra mondiale, si pone in contrapposizione, in varie modalità, al fascismo e le sue diverse manifestazioni e declinazioni, sia da un punto di vista politico che da quello della lotta armata.

## Storia
Il termine, nella sua accezione originaria, identifica i movimenti popolari spontanei sorti in Italia a partire dagli anni successivi al termine della prima guerra mondiale, in opposizione all'allora nascente fascismo, e tesi a impedire l'affermarsi sulla scena politica prima dei Fasci Italiani di Combattimento (1919) e poi del Partito Nazionale Fascista (1921), fondati da Benito Mussolini. Questo avvenne in concomitanza con la repressione violenta di circoli e cooperative socialiste, delle leghe bracciantili e operaie rosse, delle camere del lavoro e delle sedi dell'Avanti!. Infatti il fascismo assunse presto una connotazione reazionaria caratterizzata dalla saldatura degli interessi dei ceti agrari e industriali, nonché di molti apparati statali, i quali temevano che agli scioperi e alla forte avanzata del partito socialista durante il Biennio rosso (1919-1920) sarebbe seguita anche in Italia una rivoluzione comunista sul modello della rivoluzione bolscevica.
Successivamente il termine si diffuse al di fuori dei confini italiani con la nascita e l'espansione dei movimenti fascisti in Europa e nel mondo, che negli anni venti e trenta conquistarono il potere realizzando regimi totalitari tramite elezioni in altre nazioni del continente, come in Germania o in Austria, o durante la seconda guerra mondiale, come nel caso di Francia, paesi scandinavi e paesi dell'Europa orientale.
Tra le due guerre, i concetti di "antifascismo" e "antifascisti" furono largamente utilizzati da Benito Mussolini e dal regime fascista, che nella concezione totalitaria dello Stato riuniva i variegati oppositori del fascismo in un'unica categoria,  per la cui vigilanza e repressione fu istituita l'OVRA («Organizzazione di Vigilanza e Repressione dell’Antifascismo»). Dopo la fine della guerra il termine è stato (e viene ancora) utilizzato da tutti quei partiti e movimenti che si pongono l'obiettivo di contrastare le attività degli avversi partiti, movimenti e associazioni fasciste, neofasciste e di estrema destra.

## Caratteristiche
Spesso il termine viene esteso alla lotta contro tutti i regimi di estrema destra o reazionari (in quanto sono spesso considerati, dalla storiografia anglosassone ad esempio, fascismi tutti i regimi illiberali e non democratici), tranne che questi siano di altra matrice (in questo caso si può parlare invece di anticomunismo o antisovietismo, ad esempio). L'antifascismo, oltre che dei regimi comunisti e stati socialisti, è stato, ed è, parte integrante della struttura ideologica di molte democrazie liberali e socialdemocrazie.
L'antifascismo non aderisce in sé a una particolare ideologia politica. Comunque tra le principali forze politiche e sociali antifasciste di questo periodo si possono indicare:
- Le forze di matrice liberale (spesso anche italiane) dei governi, partiti, movimenti, singole persone di ispirazione liberale che furono esautorati dal fascismo (a proposito si può ricordare il "Manifesto degli intellettuali antifascisti" di Benedetto Croce, esponente del pensiero liberale italiano);
- Le frange del movimento operaio di ideali socialisti, anarchici e/o comunisti, ma anche quelli legati al Partito Popolare Italiano e al Partito Repubblicano Italiano. La funzione dell'opposizione del mondo operaio al fascismo è stata sottolineata da molti fra i più importanti leader antifascisti[1];
- Le democrazie parlamentari opposte alle potenze dell'Asse. In particolare il Regno Unito, la Francia e gli Stati Uniti, dopo un'iniziale accondiscendenza verso il fascismo, proseguita con atteggiamento accomodante fino alla Conferenza di Monaco del 1938, passarono all'azione militare che portò alla distruzione dei regimi fascisti in Germania, Italia e negli altri paesi europei direttamente intervenuti nella seconda guerra mondiale;
- L'Unione Sovietica che, dopo un iniziale patto di non aggressione con la Germania nazista (Patto Molotov-Ribbentrop) dopo la Conferenza di Monaco, reagì all'attacco tedesco portato con l'Operazione Barbarossa di concerto con le potenze occidentali e i vari movimenti antifascisti;
- I movimenti conservatori, democristiani e socialdemocratici.

## Nel mondo

### America latina
(Venceremos, versione degli Inti-Illimani)

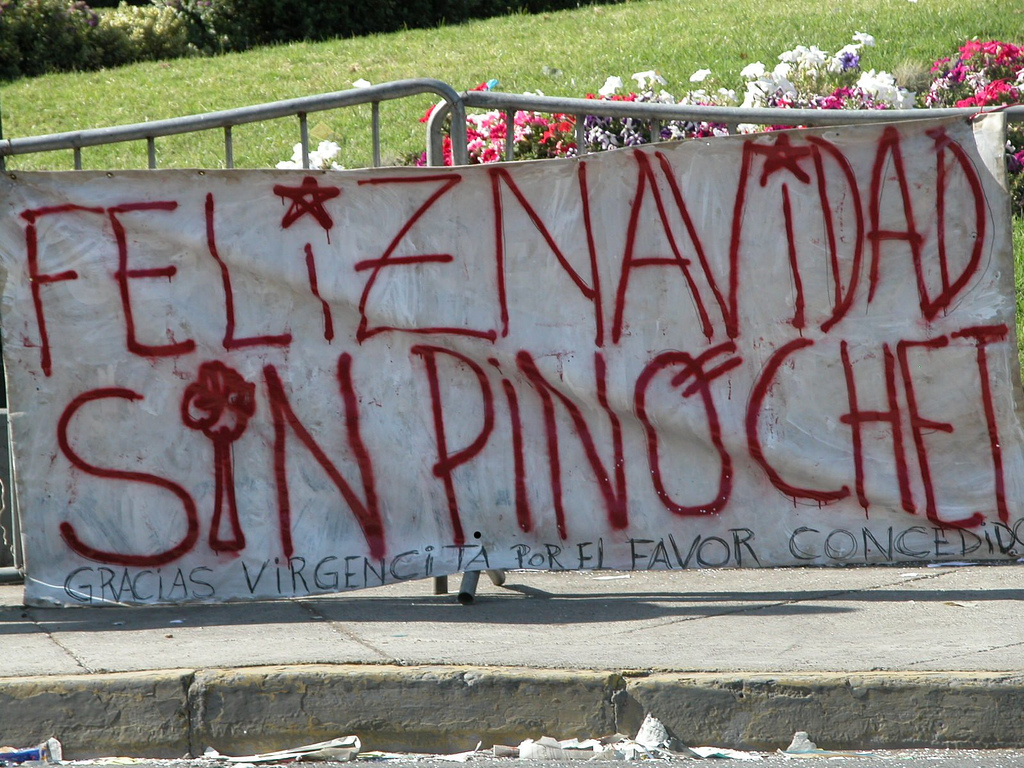
Manifesto contro Pinochet dopo la morte dell'ex dittatore nel 2006, che dice «Buon Natale senza Pinochet»

Molti oppositori alle dittature militari (come quella di Jorge Rafael Videla in Argentina, o di Augusto Pinochet in Cile), o del governo di Juan Domingo Perón in Argentina (come lo scrittore Jorge Luis Borges), si dichiaravano antifascisti, sebbene questi regimi non siano stati "fascisti" in senso stretto (anche se Perón si ispirava al regime italiano).

### Francia

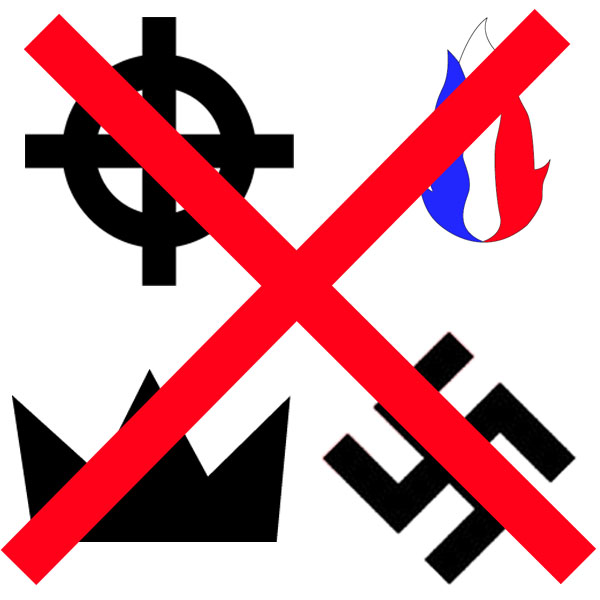
Simbolo antifascista usato da gruppi francesi: oltre alla svastica nazista e alla croce celtica neofascista, vengono simbolicamente cancellati anche la corona monarchica e la fiamma tricolore del Front National

Dopo l'occupazione tedesca della Francia, il 18 giugno 1940, l'antifascismo comparve come opposizione al nazismo e al governo di Vichy  il generale Charles de Gaulle, comandante di Francia Libera, si rivolse via radio da Londra al popolo francese e incitò i francesi a continuare la lotta contro i tedeschi. Questo messaggio fu ben recepito nel nord della Francia, meno nel sud del Paese.
Così come erano variegati gli elementi della Francia di Vichy, anche la Resistenza in realtà comprendeva numerose formazioni diverse per motivazioni e scopi: c'erano movimenti che prendevano ordini direttamente dallo Special Operations Executive, la Resistenza comunista, gruppi leali a De Gaulle e anche gruppi regionalisti. I primi movimenti di Resistenza si ebbero al nord, come l'OCM (Organisation Civile et Militaire) e dalla fine del 1940, sempre al nord si pubblicavano sei giornali clandestini. Nel maggio del 1941 fu paracadutato il primo agente del SOE in Francia settentrionale per assistere alle operazioni della Resistenza. In aggiunta, lavoravano per conto degli Alleati anche la resistenza belga, polacca e olandese. Molti membri erano ex-soldati sfuggiti ai tedeschi o che erano stati rilasciati dai campi di prigionia e che avevano nascosto le armi in attesa di poter combattere di nuovo.
Altri erano ex-socialisti e comunisti sfuggiti alla Gestapo e molti di loro si erano nascosti nelle regioni forestali, specialmente nelle zone non occupate. Si unirono tra loro per formare le bande maquis e iniziare a pianificare attacchi contro le forze di occupazione. Alcuni gruppi avevano tra i loro membri anche degli spagnoli che avevano combattuto tra le file repubblicane durante la guerra civile spagnola. Alla Resistenza francese si unirono anche un migliaio di tedeschi, che avevano lasciato la Germania perché erano oppositori politici o ebrei.
A causa della complessità politica della Francia, il movimento della Resistenza ebbe un avvio difficile, ma dal giugno 1941 cominciò ad essere più organizzato e la sua azione antitedesca crebbe di conseguenza. Il 22 giugno 1941 tutti i gruppi comunisti della Francia unirono le forze per convergere in un unico fronte, migliorando notevolmente la propria organizzazione; l'attacco tedesco all'URSS - Operazione Barbarossa - e la conseguente rottura del patto Molotov-Ribbentrop, portò infatti molti comunisti francesi ad unirsi alla Resistenza. L'11 novembre 1942, le truppe tedesche occuparono l'intera Francia, spingendo molti francesi ad entrare in gruppi sovversivi per combattere contro l'occupazione, che a partire dall'Operazione Anton divenne più esplicita e oppressiva.
L'azione congiunta di alleati e resistenza alla fine riuscì a liberare la Francia dal nazismo e dai filofascisti di Vichy, cosicché de Gaulle poté proclamare la vittoria a Parigi, entrandovi trionfalmente il 25 agosto 1944:
Nel dopoguerra, però, dopo il suo ritorno al potere, molti antifascisti di sinistra accusarono lo stesso de Gaulle di mirare ad un regime personale, cosa che non si verificherà. Nel 1972 venne fondato il Front National, che riprendeva simboli e contenuti, adattandoli, dal Movimento Sociale Italiano. 
Il ballottaggio presidenziale tra il gollista Chirac e l'ultranazionalista e xenofobo Jean-Marie Le Pen del FN, nel 2002, portò a una grande mobilitazione antifascista in tutta la Francia, che portò alla sconfitta del FN, con Chirac che ottenne più dell'82 % dei voti. Anche la figlia Le Pen, Marine, viene vista spesso come una fascista, cosa che suscita spesso l'opposizione degli antifascisti in Francia e all'estero.
Nel dopoguerra, l'attività si indirizzò contro partiti di estrema destra, come il Fronte Nazionale.

### Germania
L'antifascismo tedesco o antinazismo rappresentò una forza minoritaria di opposizione al nazionalsocialismo di Adolf Hitler, tra il 1933 e il 1945. Il punto massimo della resistenza ebbe come protagonista alcuni militari come Claus von Stauffenberg, che riuscirono quasi a uccidere il dittatore nell'attentato del 20 luglio 1944, obiettivo tentato da altri nel corso degli anni. Dopo questi fatti la resistenza venne quasi annientata dalla repressione del regime. Nella Repubblica Democratica Tedesca o Germania Est, il muro di Berlino era chiamato eufemisticamente "Barriera di protezione antifascista".
Il gruppo Antifa nacque in Germania ed è attivo principalmente nel contrasto di formazioni neonaziste come il Partito Nazionaldemocratico di Germania (NPD). Il primo movimento tedesco a chiamarsi Antifaschistische Aktion iniziò nel 1923, come parte del Rotfrontkämpferbund.
Il movimento acquistò seguaci dopo essere stato proclamato dal Partito Comunista Tedesco (KPD) nel suo quotidiano Rote Fahne nel 1932, in risposta alla lotta tra i membri nazisti e comunisti del parlamento. Dopo una dissoluzione forzata ad opera dei nazisti nel 1933, il movimento riprese le proprie attività nel corso degli anni ottanta.

### Grecia
In Grecia vi furono fenomeni di resistenza all'invasione nazista e fascista, e, dall'altro canto, al regime del 4 agosto di Ioannis Metaxas.
Sentimenti antifascisti animavano anche gli oppositori alla dittatura dei colonnelli, come l'eroe nazionale della Grecia moderna, Alexandros Panagulis. Sull'onda delle proteste internazionali, il 14 novembre 1973 gli studenti del Politecnico di Atene entrarono in sciopero ed avviarono una forte protesta contro la Giunta. Nelle prime fasi della protesta non vi fu alcuna reazione da parte del governo militare cosicché gli studenti poterono barricarsi all'interno degli edifici e mettere in funzione una stazione radio (usando materiale trovato nei laboratori) che trasmetteva nell'area di Atene. Migliaia di lavoratori e di giovani si unirono alla protesta sia dentro che fuori l'università. Quando l'esercito intervenne intimando agli studenti del Politecnico, asserragliati all'interno dell'Università, di arrendersi e cedere le armi, pare che questi risposero usando le stesse parole pronunciate dal re di Sparta Leonida contro i persiani alle Termopili: "Μολὼν λαβέ" ("Venite a prenderle").
Nelle prime ore del 17 novembre Papadopoulos ordinò all'esercito di porre fine alla protesta. Un carro armato AMX-30 abbatté i cancelli del Politecnico, che era stato completamente privato di illuminazione attraverso il distacco della rete elettrica cittadina: l'azione di forza travolse gli studenti che vi si erano arrampicati sopra. Secondo le indagini svolte dopo la caduta della Giunta, nessuno studente rimase ucciso dall'azione del carro armato anche se i feriti furono moltissimi, e alcuni di essi rimasero poi invalidi. Negli scontri che seguirono l'intervento dell'esercito rimasero uccisi 24 civili, tra i quali almeno uno ucciso a sangue freddo da un ufficiale. Il 25 novembre 1973 a seguito della sanguinosa repressione della rivolta del Politecnico di Atene del 17 novembre, ed alle proteste interne ed internazionali seguite ai fatti, il generale Dimitrios Ioannides depose Papadopoulos, nominò presidente della repubblica il generale Phaedon Gizikis e tentò di mantenere il potere nelle mani dei militari malgrado il crescere dell'opposizione interna al regime.
Papadopoulos venne estromesso e le elezioni del novembre 1974, indette dai successori videro la vittoria di Nuova Democrazia, il partito conservatore ma democratico. Il nuovo governo indisse per l'8 dicembre dello stesso anno un referendum istituzionale, per decidere se abolire la monarchia (responsabile dell'avvento del regime militare) o instaurare una repubblica, questa ottenne il 69,2% dei voti, mentre la monarchia il 30,8% dei voti, nacque così la Terza Repubblica Ellenica.

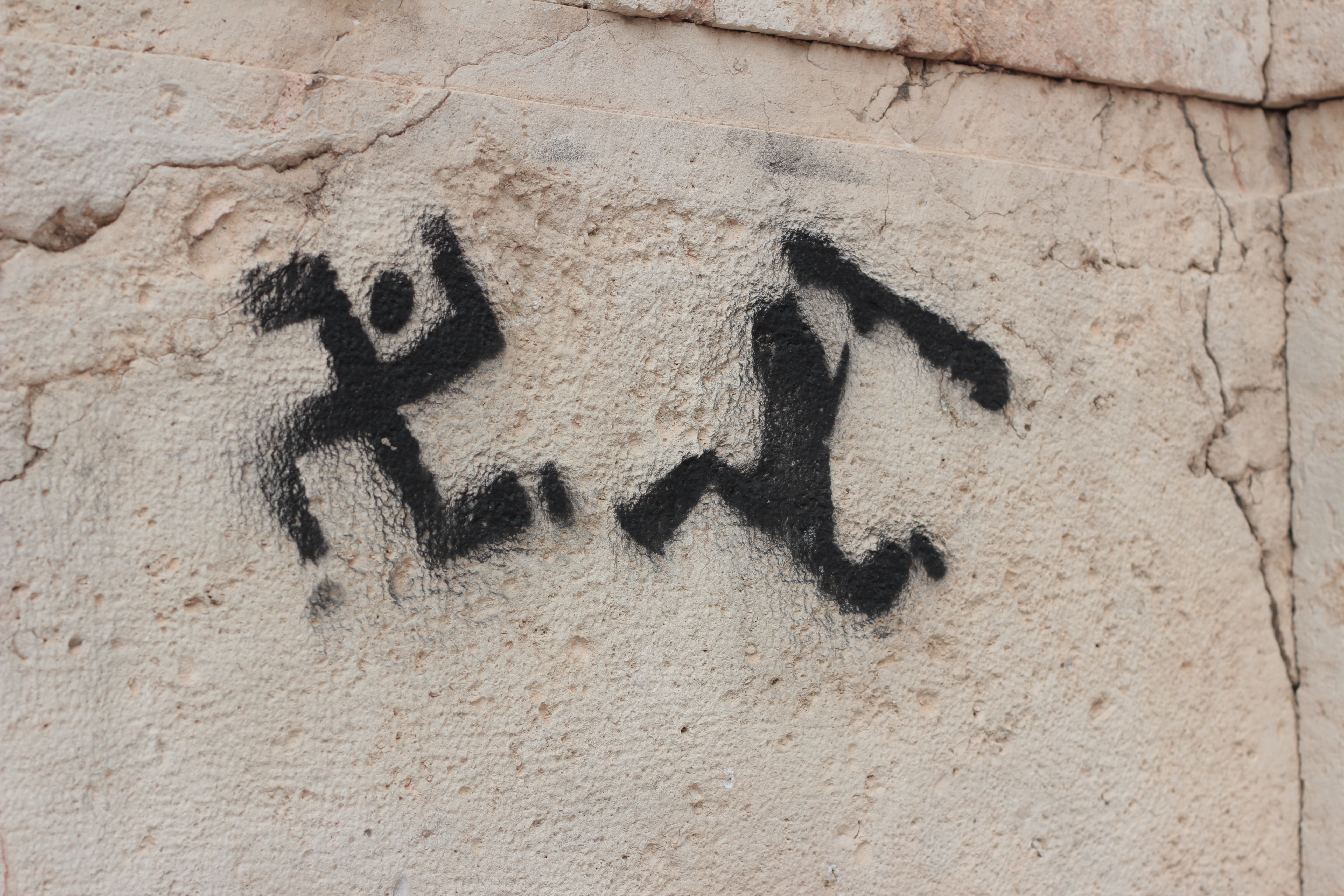
Graffito antinazista, fotografato ad Atene nel 2013

L'antifascismo è riapparso come un forte movimento negli anni 2000, localizzato soprattutto tra i partiti di sinistra come SYRIZA, in contrasto con l'esplosione elettorale del movimento nazionalista e neonazista di Alba Dorata, ispirato al metaxismo degli anni 1936-1941.
Il 5 aprile 2013, alcuni membri di Alba Dorata aggredirono alcuni immigrati, nei pressi di Chania, e organizzarono poi una manifestazione provocatoria, davanti alla sede del KKE; in seguito si scagliarono anche contro alcuni supporter dell'AEK Atene. A seguito di ciò il segretario locale di Alba Dorata, Stelios Vlamakis, venne attaccato e gettaro in mare, senza conseguenze fisiche, da un gruppo di comunisti, di tifosi dell'AEK Atene e di antifascisti. L'indignazione si è diffusa tra la popolazione della città, e il giorno dopo, a seguito di un appello di SYRIZA, circa 2500 persone sono scese in piazza per condannare l'episodio xenofobo.
Il 18 maggio 2013, durante una seduta del Parlamento Ellenico in cui si stava discutendo un disegno di legge antirazzista, il parlamentare di Alba Dorata Panagiotis Iliadis venne richiamato numerose volte dal presidente di turno dell'aula, Iannis Dragasakis (SYRIZA), a causa dei toni aggressivi del suo discorso nei confronti del Ministro della Giustizia e del leader di SYRIZA. In seguito il deputato è stato espulso dall'aula dopo aver intimato al vicepresidente del parlamento di «stare seduto». Nell'uscire dall'aula il deputato ha scandito per tre volte lo slogan «Heil Hitler», scatenando l'indignazione generale dei deputati. Successivamente Dragasakis ha deciso di applicare, per la prima volta nella storia della Repubblica greca, l'articolo 80 del "Regolamento del Parlamento" per il «comportamento antiparlamentare», che prevede dure sanzioni per l'autore dello slogan. Il giorno seguente Alexis Tsipras, leader di SYRIZA, ha accusato Nuova Democrazia di «non aver preso posizione contro i neonazisti di Alba Dorata».

### Italia

Bandiera delle Brigate Garibaldi, usata durante la Resistenza Italiana

L'usufruire di organizzazioni paramilitari significò, per il fascismo, rendere clandestina qualsiasi forma di opposizione al regime. Gli antifascisti si opposero, almeno fino al delitto Matteotti, anche con la lotta armata (es. gli Arditi del Popolo) contro le camicie nere. Di conseguenza i vari giornali socialisti furono costretti a chiudere e le personalità di spicco della sinistra a lasciare l'Italia. I pochi socialisti rimasti formarono nel 1926 la convenzione antifascista; mentre i comunisti si organizzarono in società segrete, vivendo in zone malfamate e agendo nell'anonimato. Antonio Gramsci fu incarcerato nel '27, e nelle sue lettere inviate dal carcere si riscontra il suo pensiero politico: l'ascesa del socialismo in Italia avrebbe dovuto essere diversa dall'avvento del socialismo in Russia, giacché Italia e Russia differivano sotto i profili sociali, economici e intellettuali.
Le società antifasciste venutesi a formare, però, non trovarono mai un'intesa e fallirono. Altro tentativo fu quello di Carlo Rosselli, con la fondazione di un movimento chiamato Giustizia e libertà, che prevedeva la riorganizzazione delle forze antifasciste al fine di opporsi al regime in modo deciso; caratterizzato fortemente dalla componente generazionale, il movimento riteneva necessario incidere nella mentalità dei più giovani. Gli antifascisti che si opponevano da Parigi al regime di Mussolini si riunirono nella concentrazione antifascista.
Allo scoppio della guerra civile spagnola molti antifascisti vi parteciparono con la speranza di portare d'esempio, contro il regime mussoliniano, la resistenza armata alla dittatura franchista; da qui il grido: “Oggi in Spagna, domani in Italia”. L'antifascismo ebbe un ruolo determinante nella resistenza italiana, dando vita al Comitato di liberazione nazionale. Nel secondo dopoguerra fu un valore fondante della nuova Costituzione repubblicana.
Come linea di lotta politica contro il possibile ritorno della dittatura, ritenuto possibile specialmente a partire dagli anni '70, il richiamo all'antifascismo fu molto presente all'interno della sinistra extraparlamentare (come Autonomia Operaia, Potere Operaio, Lotta Continua, Lotta Comunista). Successivamente, ci si è prevalentemente riferiti «all’antifascismo come a una forma particolare della concezione della politica totalmente svincolata dal canonico ambito cronologico del ventennio fascista e definita attraverso elementi che appartengono drammaticamente alla realtà del nostro tempo: la tolleranza, la libertà, i diritti degli uomini, l’uguaglianza, la giustizia, il rispetto delle regole della convivenza civile».

### Spagna
(Motto antifascista nella guerra di Spagna)
L'antifascismo in Spagna si espresse principalmente nella guerra civile spagnola, nella lotta contro Francisco Franco e contro il suo regime, il franchismo.
Nel 1936 il Comintern autorizzò e il 22 ottobre 1936, il primo ministro della repubblica spagnola Francisco Largo Caballero, approvò la formazione delle prime organizzazioni che, in tutto il mondo, si attivarono per reclutare volontari, furono i partiti comunisti e i sindacati dei lavoratori. La prima unità, detta “11ª Brigata mista internazionale” venne inviata a Madrid, già sotto assedio; era composta da operai, studenti, liberali, socialisti, comunisti, anarchici.
Le Brigate si distinsero principalmente nella difesa di Madrid e nella battaglia di Guadalajara.
Il 21 settembre 1938 il nuovo primo ministro Juan Negrín, su pressione delle democrazie occidentali impegnate nella politica di non intervento, dispose il ritiro dal fronte di tutti i combattenti non spagnoli, stimati in 13 000 unità ad ottobre 1938. Il 29 ottobre 1938, a Barcellona, le Brigate internazionali tennero una sentita e commossa parata di addio.
Il governo provvisorio franchista di Burgos rispose rinunciando al supporto di 10 000 militari italiani inviati al suo fianco dal regime fascista (ma ne rimasero circa 38 000, oltre ai tedeschi). Dopo la sconfitta degli antifascisti nel 1939 la lotta continuò come guerriglia. Si prolungò con azioni frammentarie e localistiche, fino al 1975.
Dopo la partecipazione degli anarchici alla Resistenza Francese, anch'essi vennero chiamati, come i partigiani francesi, maquis (da macchia ovvero darsi alla macchia) oppure anche maquisards (termine derivato dal precedente), nel significato di combattenti antifascisti. Al termine della seconda guerra mondiale, i guerriglieri antifranchisti iniziarono a condurre azioni militari in Spagna, partendo dalla Francia, dove erano situate le loro basi logistiche e dove molti di essi risiedevano. Dopo aver valicato i Pirenei e aver passato Il confine, effettuavano le azioni programmate e, al termine, rientravano nel Paese transalpino. Lo stesso cammino veniva spesso percorso anche da chi agiva in clandestinità in Spagna per periodi prolungati.